# Biche de Caudete
La Biche de Caudete est une sculpture en pierre de l'art ibérique du Ve siècle av. J.-C.

## Origine
Elle a été trouvée sur le territoire de la ville de Caudete, mais elle se trouve actuellement au Musée provincial d'Albacete (inventaire 4289). La Dame de Caudete provient également de cette même ville d'Albacete.

## Symbolique
La Biche de Caudete représente l'animal qui lui a donné son nom semi-assis sur les genoux et son état de conservation est tout à fait acceptable. Sa tête est dressée et l'ensemble est traité avec un volume en forme de parallélépipède. Les yeux sont ronds et marqués d'une simple incision. Le cou est lisse et le corps ne présente aucun détail anatomique.
On pense qu'il avait une fonction funéraire, comme beaucoup d'autres vestiges trouvés dans la même zone, tels que des bases de colonnes ou diverses parties d'animaux.

## Caractéristiques techniques
Sculpté dans un calcaire blanchâtre. Les pattes arrière et le museau ont disparu et les oreilles sont cassées. Hauteur 77 cm ; longueur 74 cm ; épaisseur 25 cm.